# ناحیه جزایر
ناحبه جزایر (به انگلیسی: Islands Region) یکی از ۴ ناحیه در تقسیمات کشوری پاپوآ گینه نو به‌شمار می‌رود.

## تقسیمات
این ناحیه خود از ۵ استان تشکیل می‌شود:
- بریتانیای نو شرقی
- مانوس
- ایرلند نو
- سلیمان شمالی (بوگاینویل)
- بریتانیای نو غربی